# Буянов Леонід Сергійович
Буянов Леонід Сергійович (1911  — березень 1965 , Москва ) — радянський державний і господарський діяч в системі НКВС (потім МВС). Генерал-майор (1945). Народний комісар (з 1946 року міністр внутрішніх справ) Комі АРСР (1944—1946), перший начальник Лабораторії «В» (1946—1947), начальник Управління будівництва № 505 Міністерства внутрішніх справ СРСР (1951—1953), директор акціонерного товариства «Совмонголметалл»(1951—1953).

## Біографія
Народився 1911 року.
Обіймав керівні посади в системі НКВС, потім МВС СРСР:
- Начальник I-го відділу Головного транспортного управління (ГТУ) НКВС СРСР, заступник начальника Головного транспортного управління — Транспортного управління НКВС СРСР (1940-?)
- Заступник начальника Головного управління виправно-трудових таборів залізничного будівництва (1944-?)
- Народний комісар внутрішніх справ (потім міністр внутрішніх справ) Комі АРСР (1944—1946)
- Начальник Лабораторії «В» IX-го управління МВС СРСР (1946—1947)
- Начальник Управління будівництва № 505 МВС СРСР, заступник начальника Головного управління таборів залізничного будівництва МВС СРСР (1951—1953)
- Генеральний директор акціонерного товариства «Совмонголметалл» (1951—1953)
- Начальник Управління будівництва № 505 Міністерства шляхів сполучення СРСР (1953-?)

Послідовно присвоювалися звання: майор державної безпеки (1939), полковник державної безпеки (1943), комісар державної безпеки (1945), генерал-майор (1945).
Член ВКП(б) з серпня 1931, потім КПРС.
Помер у березні 1965 року в Москві.

## Нагороди
- орден Вітчизняної війни I ступеня 21.08.46;
- 3 ордени Трудового Червоного Прапора 30.10.42, 27.11.50, 22.08.51;
- орден Червоної Зірки 08.04.44;
- орден «Знак Пошани» 28.11.41;
- 4 медалі;
- знак «Заслужений працівник НКВС» 27.04.40.